# Майлыошак
Майлыошак (каз. Майлыошақ, до 1992 г. — Кирово) — село в Казыгуртском районе Туркестанской области Казахстана. Входит в состав Шарапхананского сельского округа. Код КАТО — 514057400.

## Население
В 1999 году население села составляло 680 человек (324 мужчины и 356 женщин). По данным переписи 2009 года, в селе проживали 822 человека (411 мужчин и 411 женщин).